# Kutxki
Kutxki (en rus: Кучки) és un poble de l'óblast de Vladímir, a Rússia, segons el cens del 2010 tenia 109 habitants. Pertany al districte municipal de Iúriev-Polski.